# ヨロ県
ヨロ県（Yoro）は、ホンジュラスの県の一つ。中心都市の名称もヨロである。県の面積は7,939km²で、人口は約503,886人（2005年現在）。
ヨロ県はアグアン川渓谷沿いに発展した東部地域と、スーラ渓谷沿いに発展した西部の地域に分かれて発展している。

## 隣接する県
- アトランティダ県
- コロン県
- オランチョ県
- フランシスコ・モラサン県
- コマヤグア県
- コルテス県

## 町
1. アレナル（Arenal）
2. エル・ネグリート（El Negrito）
3. エル・プログレソ（El Progreso）
4. ホコン（Jocón）
5. モラサン（Morazán）
6. オランチート（Olanchito）
7. サンタ・リタ（Santa Rita）
8. スラーコ（Sulaco）
9. ビクトリア（Victoria）
10. ヨリート（Yorito）
11. ヨロ（Yoro）